# Calcio Como 2008-2009
Questa voce raccoglie le informazioni riguardanti il Calcio Como nelle competizioni ufficiali della stagione 2008-2009.

## Stagione
Nella stagione 2008-2009 il Como ha concorso in due competizioni ufficiali:
- Lega Pro Seconda Divisione: 3º classificato nel girone A, promosso in Lega Pro Prima Divisione 2009-2010 dopo i play-off dove ha eliminato in semifinale il Rodengo Saiano (1-1 a Rodengo-Saiano e 0-0 a Como) e poi ha battuto l'Alessandria 2-1 in casa e 2-0 in trasferta.
- Coppa Italia Lega Pro: eliminato nel primo turno a eliminazione diretta dal Monza dopo i supplementari.

## Divise e sponsor
Lo sponsor tecnico per la stagione 2008-2009 è Hawk, mentre lo sponsor ufficiale è UnionCafé. La prima divisa è una maglia azzurra mentre la divisa di riserva è bianca.
| Casa (agosto) | Casa | Trasferta |

## Organigramma societario
Area direttiva
- Presidente onorario: Gianluca Zambrotta
- Presidente e amministratore unico: Antonio Di Bari
- Vice presidente: Amilcare Rivetti
- Segretario generale: Giorgio Bressani
- Responsabile settore giovanile: Giampaolo Montesano
- Dirigente tesponsabile prima squadra: Dario Fraquelli

Area organizzativa
- Responsabile area organizzativa: Luigi Cappelletti
- Team manager: Massimo Mascetti

Area comunicazione
- Responsabile comunicazione: Enrico Levrini

Area tecnica
- Responsabile area tecnica: Luigi Cappelletti
- Allenatore: Corrado Cotta (fino al 16 febbraio 2009),[3] Stefano Di Chiara (dal 17 febbraio 2009)
- Allenatore in seconda: Maurizio Parolini
- Preparatore dei portieri: Carlo Speroni
- Preparatore atletico: Daniele Riganti

Area sanitaria
- Medici sociali: Alberto Giughello, Paolo Mascetti
- Massaggiatori: Giovanni Marcato, Nicola Messina

## Rosa
| N. |                     | Ruolo | Calciatore                     |
| -- | ------------------- | ----- | ------------------------------ |
|    | Italia (bandiera)   | P     | Xavier Folini                  |
|    | Italia (bandiera)   | P     | Enrico Malatesta               |
|    | Italia (bandiera)   | P     | Paolo Tornaghi                 |
|    | Italia (bandiera)   | D     | Fabio Adobati                  |
|    | Italia (bandiera)   | D     | David Balleri                  |
|    | Italia (bandiera)   | D     | Oscar Arnaldo Brevi (capitano) |
|    | Italia (bandiera)   | D     | Emanuele Brioschi              |
|    | Italia (bandiera)   | D     | Michele Franco                 |
|    | Italia (bandiera)   | D     | Cristian Maggioni              |
|    | Libia (bandiera)    | D     | Kwakvu Collins Mireku          |
|    | Italia (bandiera)   | D     | Roberto Rudi                   |
|    | Italia (bandiera)   | C     | Fabio Albonico                 |
|    | Svizzera (bandiera) | C     | Roland Bättig                  |
|    | Italia (bandiera)   | C     | Luca Bretti                    |
|    | Italia (bandiera)   | C     | Ezio Pietro Brevi              |

| N. |                           | Ruolo | Calciatore        |
| -- | ------------------------- | ----- | ----------------- |
|    | Italia (bandiera)         | C     | Roberto Goretti   |
|    | Italia (bandiera)         | C     | Luca Guidetti     |
|    | RD del Congo (bandiera)   | C     | Patrick Kalambay  |
|    | Italia (bandiera)         | C     | Marco Lombardi    |
|    | Italia (bandiera)         | C     | Matteo Lunati     |
|    | Italia (bandiera)         | C     | Massimo Minetti   |
|    | Italia (bandiera)         | C     | Stefano Salvi     |
|    | Italia (bandiera)         | C     | Giovanni Taormina |
|    | Italia (bandiera)         | A     | Luca Facchetti    |
|    | Costa d'Avorio (bandiera) | A     | Adama Fofana      |
|    | Italia (bandiera)         | A     | Matteo Guazzo     |
|    | Italia (bandiera)         | A     | Stefano Locatelli |
|    | Italia (bandiera)         | A     | Fabio Risicato    |
|    | Slovenia (bandiera)       | A     | Sanel Sehic       |

## Risultati

### Lega Pro Seconda Divisione

#### Girone di andata
| Arbitro: | Irrati (Pistoia) |

|                   |           |  |
| Bonomi 76’ (rig.) | Marcatori |  |

| Arbitro: | Perisan (Pordenone) |

|                                           |           |  |
| Sehic 11’ (rig.) Facchetti 78’ Fofana 87’ | Marcatori |  |

| Arbitro: | Trentalange (Nichelino) |

|                       |           |  |
| Neto Pereira 32’, 44’ | Marcatori |  |

| Arbitro: | Di Pilato (Bergamo) |

|             |           |              |
| O. Brevi 5’ | Marcatori | 35’ Federici |

| Arbitro: | Donati (Ravenna) |

|                                             |           |                           |
| Facchetti 42’ (rig.), 50’ (rig.) Guazzo 57’ | Marcatori | 43’ Crocetti 90+5’ Casisa |

| Alghero 5 ottobre 2008, ore 15:00 CEST 6ª giornata | Alghero           | 0 – 0 referto | Como | Stadio Mariotti (circa 800 spett.)\| Arbitro: \| Penno (Nichelino) \| |
| Arbitro:                                           | Penno (Nichelino) |               |      |                                                                       |

| Arbitro: | De Faveri (San Donà di Piave) |

|           |           |  |
| Guazzo 3’ | Marcatori |  |

| Arbitro: | Di Stefano (Alghero) |

|  |           |                        |
|  | Marcatori | 7’ E. Brevi 22’ Guazzo |

| Arbitro: | Quartarone (Messina) |

|                        |           |                                       |
| Guazzo 7’ E. Brevi 73’ | Marcatori | 60’ Fumasoli 78’ Piccolo 86’ Graziano |

| Arbitro: | Merchiori (Ferrara) |

|           |           |                          |
| Sarzi 68’ | Marcatori | 25’ Facchetti 33’ Guazzo |

| Arbitro: | Cisaria (Trento) |

|                         |           |  |
| Kalambay 45’ Guazzo 46’ | Marcatori |  |

| Arbitro: | Zanichelli (Genova) |

|                                |           |            |
| Rosso 3’ Buglio 25’ Artico 80’ | Marcatori | 20’ Guazzo |

| Arbitro: | Sguizzato (Verona) |

|            |           |                             |
| Cirina 20’ | Marcatori | 36’ (rig.) Sehic 42’ Guazzo |

| Como 30 novembre 2008, ore 14:30 CET 14ª giornata | Como           | 0 – 0 referto | Montichiari | Stadio Giuseppe Sinigaglia (circa 1.500 spett.)\| Arbitro: \| D'Iasio (Bari) \| |
| Arbitro:                                          | D'Iasio (Bari) |               |             |                                                                                 |

| Arbitro: | Gavillucci (Latina) |

|                              |           |                           |
| Bacher 6’ Araboni 54’ (rig.) | Marcatori | 8’ Facchetti 39’ E. Brevi |

| Arbitro: | D'Alesio (Forlì) |

|           |           |                |
| Sehic 18’ | Marcatori | 33’ Zagaglioni |

| Arbitro: | Borracci (San Benedetto del Tronto) |

|  |           |                   |
|  | Marcatori | 29’ (rig.) Guazzo |

#### Girone di ritorno
| Arbitro: | Liotta (Caltanissetta) |

|  |           |                            |
|  | Marcatori | 55’, 59’ Sinato 67’ Bonomi |

| Arbitro: | Ceccarelli (Terni) |

|           |           |                               |
| Tulli 38’ | Marcatori | 11’ Brioschi 20’ (rig.) Sehic |

| Arbitro: | Peretti (Verona) |

|          |           |  |
| Sehic 5’ | Marcatori |  |

| Arbitro: | Affinito (Frattamaggiore) |

|              |           |  |
| G. Abate 35’ | Marcatori |  |

| Arbitro: | Corletto (Castelfranco Veneto) |

|                               |           |                              |
| Del Sante 43’ Grossi 63’, 76’ | Marcatori | 83’ Facchetti 90+3’ Kalambay |

| Arbitro: | Zeoli (Napoli) |

|                |           |  |
| Kalambay 90+1’ | Marcatori |  |

| Vercelli 1º marzo 2009, ore 14:30 CET 24ª giornata | Pro Vercelli            | 0 – 0 referto | Como | Stadio Silvio Piola (circa 900 spett.)\| Arbitro: \| Vallesi (Ascoli Piceno) \| |
| Arbitro:                                           | Vallesi (Ascoli Piceno) |               |      |                                                                                 |

| Arbitro: | Pagano (Torre Annunziata) |

|            |           |  |
| Guazzo 84’ | Marcatori |  |

| Pizzighettone 15 marzo 2009, ore 14:30 CET 26ª giornata | Pizzighettone       | 0 – 0 referto | Como | Stadio Comunale (circa 550 spett.)\| Arbitro: \| Perisan (Pordenone) \| |
| Arbitro:                                                | Perisan (Pordenone) |               |      |                                                                         |

| Arbitro: | Bagalini (Fermo) |

|                                 |           |                         |
| Guazzo 60’ (rig.) Facchetti 77’ | Marcatori | 68’ Beghin 90’ Altinier |

| Arbitro: | Colasanti (Grosseto) |

|                      |           |  |
| Volpe 35’ Giglio 75’ | Marcatori |  |

| Como 11 aprile 2009, ore 15:00 CEST 29ª giornata | Como               | 0 – 0 referto | Alessandria | Stadio Giuseppe Sinigaglia (circa 2.400 spett.)\| Arbitro: \| Sguizzato (Verona) \| |
| Arbitro:                                         | Sguizzato (Verona) |               |             |                                                                                     |

| Arbitro: | Valentini (Città di Castello) |

|               |           |  |
| Facchetti 65’ | Marcatori |  |

| Arbitro: | Tidona (Torino) |

|           |           |                                   |
| Baido 74’ | Marcatori | 80’ Adobati 88’ (aut.) F. Ferrari |

| Arbitro: | Merlino (Udine) |

|                                 |           |                         |
| Guazzo 2’, 5’ Franco 75’ (rig.) | Marcatori | 33’ Scavone 71’ Ghidini |

| Arbitro: | Peretti (Verona) |

|              |           |           |
| Caponi 45+1’ | Marcatori | 6’ Guazzo |

| Arbitro: | Benassi (Bologna) |

|            |           |              |
| Guazzo 82’ | Marcatori | 46’ Iocolano |

#### Play-off
| Arbitro: | Di Paolo (Avezzano) |

|                   |           |               |
| Bonomi 78’ (rig.) | Marcatori | 72’ Facchetti |

| Como 7 giugno 2009, ore 16:00 CEST Semifinali - Ritorno | Como             | 0 – 0 referto | Rodengo Saiano | Stadio Giuseppe Sinigaglia (circa 3.000 spett.)\| Arbitro: \| Donati (Ravenna) \| |
| Arbitro:                                                | Donati (Ravenna) |               |                |                                                                                   |

| Arbitro: | Massa (Imperia) |

|                    |           |              |
| Facchetti 25’, 56’ | Marcatori | 90+2’ Buelli |

| Arbitro: | Giancola (Vasto) |

|  |           |                           |
|  | Marcatori | 88’ Kalambay 90+2’ Fofana |

### Coppa Italia Lega Pro

#### Fase eliminatoria a gironi
| Arbitro: | Borriello (Mantova) |

|                |           |  |
| Taormina 90+1’ | Marcatori |  |

| Arbitro: | Zanichelli (Genova) |

|  |           |            |
|  | Marcatori | 40’ Bretti |

| Arbitro: | Penno (Nichelino) |

|                                     |           |  |
| Guazzo 7’ Facchetti 39’ (rig.), 68’ | Marcatori |  |

| Arbitro: | Vivenzi (Brescia) |

|              |           |           |
| Pisano 90+1’ | Marcatori | 24’ Sehic |

#### Fase a eliminazione diretta
| Arbitro: | Pizzi (Saronno) |

|                              |           |                          |
| Guazzo 13’ (rig.) Bretti 86’ | Marcatori | 4’ Mosca 76’, 106’ Torri |

## Statistiche

### Statistiche di squadra
| Competizione                        | Punti | In casa | In casa | In casa | In casa | In casa | In casa | In trasferta | In trasferta | In trasferta | In trasferta | In trasferta | In trasferta | Totale | Totale | Totale | Totale | Totale | Totale | DR  |
| Competizione                        | Punti | G       | V       | N       | P       | Gf      | Gs      | G            | V            | N            | P            | Gf           | Gs           | G      | V      | N      | P      | Gf     | Gs     | DR  |
| ----------------------------------- | ----- | ------- | ------- | ------- | ------- | ------- | ------- | ------------ | ------------ | ------------ | ------------ | ------------ | ------------ | ------ | ------ | ------ | ------ | ------ | ------ | --- |
| Lega Pro Seconda Divisione          | 56    | 17      | 9       | 6       | 2       | 23      | 15      | 17           | 6            | 5            | 6            | 17           | 19           | 34     | 15     | 11     | 8      | 40     | 34     | +6  |
| Play-off Lega Pro Seconda Divisione | -     | 2       | 1       | 1       | 0       | 2       | 1       | 2            | 1            | 1            | 0            | 3            | 1            | 4      | 2      | 2      | 0      | 5      | 2      | +3  |
| Coppa Italia Lega Pro               | -     | 3       | 2       | 0       | 1       | 6       | 3       | 2            | 1            | 1            | 0            | 2            | 1            | 5      | 3      | 1      | 1      | 8      | 4      | +4  |
| Totale                              | -     | 22      | 12      | 7       | 3       | 31      | 19      | 21           | 8            | 7            | 6            | 22           | 21           | 43     | 20     | 14     | 9      | 53     | 40     | +13 |

### Statistiche dei giocatori
Sono in corsivo i calciatori che hanno lasciato la società durante la stagione.
| Giocatore    | Lega Pro Seconda Divisione | Lega Pro Seconda Divisione | Lega Pro Seconda Divisione | Lega Pro Seconda Divisione | Play-off | Play-off | Play-off    | Play-off   | Coppa Italia Lega Pro | Coppa Italia Lega Pro | Coppa Italia Lega Pro | Coppa Italia Lega Pro | Totale   | Totale | Totale      | Totale     |
| Giocatore    | Presenze                   | Reti                       | Ammonizioni                | Espulsioni                 | Presenze | Reti     | Ammonizioni | Espulsioni | Presenze              | Reti                  | Ammonizioni           | Espulsioni            | Presenze | Reti   | Ammonizioni | Espulsioni |
| ------------ | -------------------------- | -------------------------- | -------------------------- | -------------------------- | -------- | -------- | ----------- | ---------- | --------------------- | --------------------- | --------------------- | --------------------- | -------- | ------ | ----------- | ---------- |
| F. Adobati   | 19                         | 1                          | 3                          | 1                          | 4        | 0        | 1           | 0          | 4                     | 0                     | 0                     | 0                     | 27       | 1      | 4           | 1          |
| F. Albonico  | 0                          | 0                          | 0                          | 0                          | 0        | 0        | 0           | 0          | 1                     | 0                     | 0                     | 0                     | 1        | 0      | 0           | 0          |
| D. Balleri   | 22                         | 0                          | 5                          | 2                          | 4        | 0        | 1           | 0          | 1                     | 0                     | 0                     | 0                     | 27       | 0      | 6           | 2          |
| R. Bättig    | 0                          | 0                          | 0                          | 0                          | 0        | 0        | 0           | 0          | 0                     | 0                     | 0                     | 0                     | 0        | 0      | 0           | 0          |
| L. Bretti    | 26                         | 0                          | 2                          | 0                          | 0        | 0        | 0           | 0          | 4                     | 2                     | 1                     | 0                     | 30       | 2      | 3           | 0          |
| E. Brevi     | 28                         | 3                          | 11                         | 2                          | 3        | 0        | 2           | 0          | 1                     | 0                     | 0                     | 0                     | 32       | 3      | 13          | 2          |
| O. Brevi     | 28                         | 1                          | 10                         | 0                          | 4        | 0        | 0           | 0          | 4                     | 0                     | 0                     | 0                     | 36       | 1      | 10          | 0          |
| E. Brioschi  | 25                         | 1                          | 6                          | 1                          | 4        | 0        | 1           | 0          | 4                     | 0                     | 1                     | 0                     | 33       | 1      | 8           | 1          |
| L. Facchetti | 27                         | 9                          | 8                          | 0                          | 4        | 3        | 0           | 0          | 1                     | 2                     | 0                     | 0                     | 32       | 14     | 8           | 0          |
| A. Fofana    | 18                         | 1                          | 1                          | 0                          | 4        | 1        | 0           | 0          | 3                     | 0                     | 0                     | 0                     | 25       | 2      | 1           | 0          |
| X. Folini    | 0                          | -0                         | 0                          | 0                          | 0        | -0       | 0           | 0          | 0                     | -0                    | 0                     | 0                     | 0        | -0     | 0           | 0          |
| M. Franco    | 30                         | 1                          | 7                          | 1                          | 3        | 0        | 2           | 0          | 2                     | 0                     | 1                     | 0                     | 35       | 1      | 10          | 1          |
| R. Goretti   | 26                         | 0                          | 10                         | 0                          | 3        | 0        | 0           | 1          | 1                     | 0                     | 0                     | 0                     | 30       | 0      | 10          | 1          |
| M. Guazzo    | 32                         | 14                         | 3                          | 0                          | 4        | 0        | 0           | 0          | 3                     | 2                     | 1                     | 0                     | 39       | 16     | 4           | 0          |
| L. Guidetti  | 0                          | 0                          | 0                          | 0                          | 0        | 0        | 0           | 0          | 2                     | 0                     | 0                     | 0                     | 2        | 0      | 0           | 0          |
| P. Kalambay  | 20                         | 3                          | 3                          | 0                          | 3        | 1        | 1           | 0          | 4                     | 0                     | 0                     | 0                     | 27       | 4      | 4           | 0          |
| S. Locatelli | 0                          | 0                          | 0                          | 0                          | 0        | 0        | 0           | 0          | 3                     | 0                     | 0                     | 0                     | 3        | 0      | 0           | 0          |
| M. Lombardi  | 18                         | 0                          | 2                          | 0                          | 0        | 0        | 0           | 0          | 5                     | 0                     | 1                     | 0                     | 23       | 0      | 3           | 0          |
| M. Lunati    | 2                          | 0                          | 0                          | 0                          | 0        | 0        | 0           | 0          | 3                     | 0                     | 0                     | 0                     | 5        | 0      | 0           | 0          |
| C. Maggioni  | 12                         | 0                          | 4                          | 1                          | 3        | 0        | 2           | 0          | 0                     | 0                     | 0                     | 0                     | 15       | 0      | 6           | 1          |
| E. Malatesta | 31                         | -29                        | 5                          | 1                          | 4        | -2       | 1           | 0          | 1                     | -1                    | 0                     | 0                     | 36       | -32    | 6           | 1          |
| M. Minetti   | 9                          | 0                          | 1                          | 0                          | 2        | 0        | 0           | 0          | 0                     | 0                     | 0                     | 0                     | 11       | 0      | 1           | 0          |
| K. Mireku    | 2                          | 0                          | 0                          | 0                          | 0        | 0        | 0           | 0          | 2                     | 0                     | 1                     | 0                     | 4        | 0      | 1           | 0          |
| F. Risicato  | 0                          | 0                          | 0                          | 0                          | 0        | 0        | 0           | 0          | 2                     | 0                     | 0                     | 0                     | 2        | 0      | 0           | 0          |
| R. Rudi      | 12                         | 0                          | 2                          | 1                          | 0        | 0        | 0           | 0          | 4                     | 0                     | 0                     | 0                     | 16       | 0      | 2           | 1          |
| S. Salvi     | 28                         | 0                          | 13                         | 2                          | 4        | 0        | 1           | 0          | 3                     | 0                     | 0                     | 0                     | 35       | 0      | 14          | 2          |
| S. Sehic     | 24                         | 5                          | 1                          | 0                          | 1        | 0        | 0           | 0          | 2                     | 1                     | 2                     | 1                     | 27       | 6      | 3           | 1          |
| G. Taormina  | 24                         | 0                          | 0                          | 0                          | 1        | 0        | 0           | 0          | 4                     | 1                     | 1                     | 0                     | 29       | 1      | 1           | 0          |
| P. Tornaghi  | 5                          | -5                         | 0                          | 0                          | 0        | -0       | 0           | 0          | 4                     | -3                    | 0                     | 0                     | 9        | -8     | 0           | 0          |